# The Wretched Spawn
The Wretched Spawn este un album al trupei Cannibal Corpse lansat în 2004 prin casa de discuri Metal Blade Records.

## Piese
1. "Severed Head Stoning" – 1:45
2. "Psychotic Precision" – 2:57
3. "Decency Defied" – 2:59
4. "Frantic Disembowelment" – 2:50
5. "The Wretched Spawn" – 4:09
6. "Cyanide Assassin" – 3:11
7. "Festering in the Crypt" – 4:38
8. "Nothing Left to Mutilate" – 3:49
9. "Blunt Force Castration" – 3:27
10. "Rotted Body Landslide" – 3:24
11. "Slain" – 3:32
12. "Bent Backwards and Broken" – 2:58
13. "They Deserve to Die" – 4:44